# The Disaster Area
The Disaster Area est un groupe allemand de post-hardcore, originaire de Osterhofen, en Bavière.

## Histoire

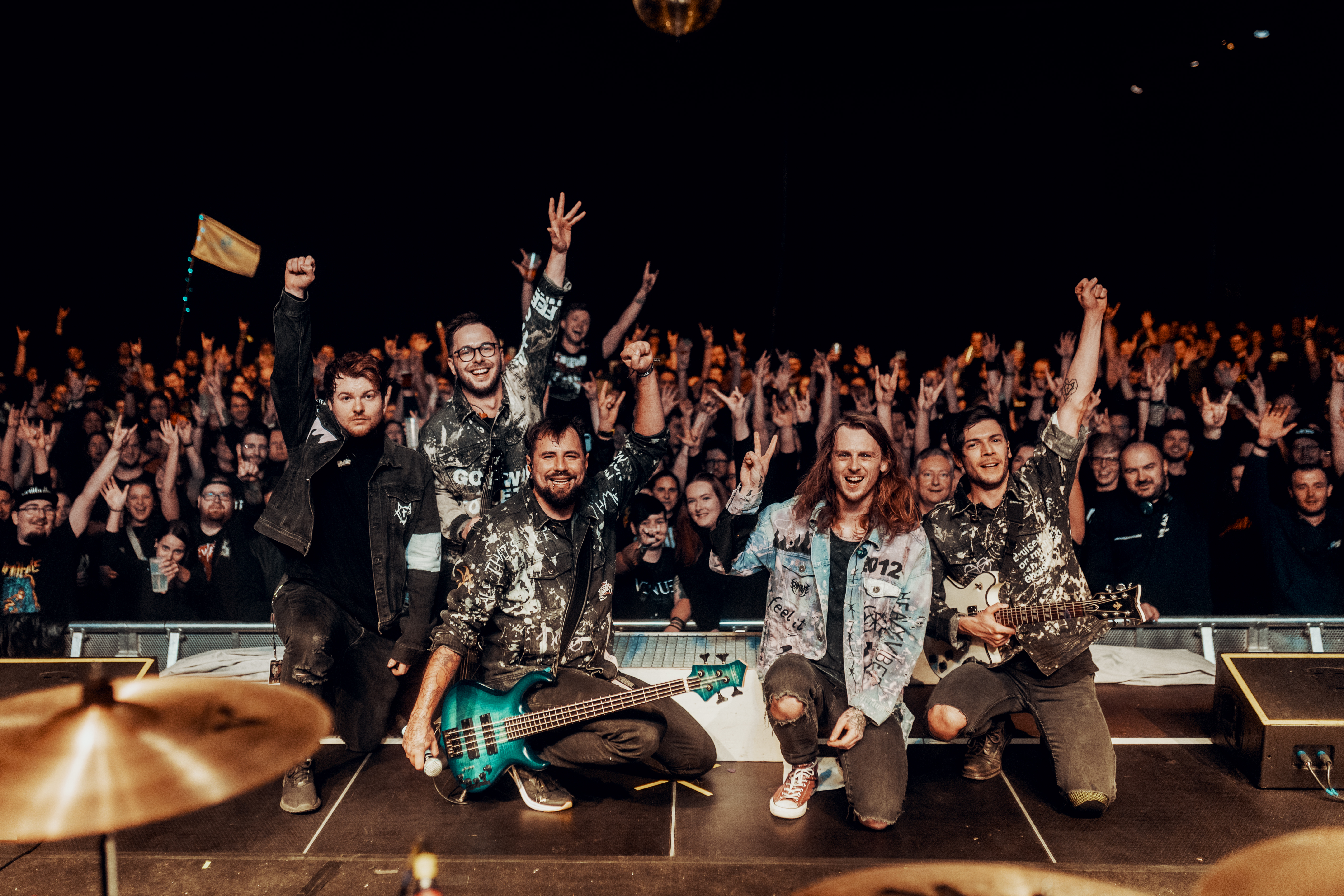
The Disaster Area sur scène en 2022.

The Disaster Area est formé en 2012 à Osterhofen par Alexander Maidl, Franz Apfelbeck, Christopher Zillinger et Alexander Kisslinger. Plus tard, Markus Zabel rejoint le groupe. Après quelques années passées dans le contexte d'un groupe d'élèves composé de cover band et de skate rock, le désir commun de faire plus du groupe s'est manifesté vers 2014. Les premières chansons dans le style des groupes préférés du groupe sont publiées en 2016 sous le titre Sell Your Soul sur Deafground Records et Noizgate Records,. Cette démarche débouche sur un contrat avec Redfield Records en 2018,.
Le 23 novembre 2018, The Disaster Area sort son album Alpha // Omega. Des coffrets de pré-commande vendus et des spectacles en tête d'affiche à guichets fermés suivent la sortie de l'album. Plusieurs singles ont été extraits de l'album et publiés avec des clips vidéo. C'est lors du tournage des vidéos que le contact a été établi avec Markus Zabel, qui se charge de la production vidéo et devient peu après membre permanent du groupe. S'ensuivent des spectacles dans différents festivals (FajtFest, SummerCore Fest, Rockavaria et bien d'autres) et des spectacles isolés en première partie.
Fin 2019, Glasshearts, le premier nouveau single, fait son apparition sur Alpha // Omega. En décembre 2019, The Disaster Area accompagne Electric Callboy en tête d'affiche de leur tournée européenne pour la sortie de Rehab. En janvier 2020, The Disaster Area accompagne également To the Rats and Wolves lors de sa tournée d'adieu, avec des spectacles à guichets fermés dans toute l'Allemagne.
La pandémie de Covid-19 place l'industrie artistique mondiale devant des défis nouveaux et inconnus. Le groupe profite de l'absence de concerts pour sortir de nouveaux singles, qui sont publiés sous forme d'album en avril 2021 sous le titre de Glasshearts (Redfield Records),. The Disaster Area se classe pour la première fois dans les charts allemands des albums. Le show de sortie a lieu en été 2021 au Backstage de Munich et affiche complet en très peu de temps.
Après le succès de Glasshearts, les sorties de nouvelles chansons suivent au printemps 2022 : Gravity, We All Will Lose et dernièrement Ghost, une reprise d'une chanson de Justin Bieber. L'année 2022 se termine pour The Disaster Area par des concerts dans les pays germanophones en compagnie des Emil Bulls lors de leur tournée 25 for Life 2022. L'année suivante, 2023, est lancée par la sortie de la chanson Martyr, écrite avec Novelists et qui est également la dernière chanson de Novelists avec son désormais ancien chanteur Tobias Rische (ex-Alazka, ex-Novelists).

## Discographie
- 2016 : Sell Your Soul (Deafground Records, Noizgate Records)
- 2018 : Alpha // Omega (Redfield Records)
- 2021 : Glasshearts (Redfield Records) (80e place des charts allemands[1])